# 熊鷹唐辛子
熊鷹、熊鷹唐辛子（くまたかとうがらし）は、日本の唐辛子の品種。
日本の唐辛子の中では最も辛いとされる。スコヴィル値は10万から12万5000。一般的なタバスコと比較すると約58倍辛く、辛さが控えめなハバネロと同程度の辛さ。世界にはハバネロをはじめ、熊鷹よりも辛い（スコヴィル値が高い）唐辛子の品種はいくつもあるが、熊鷹は辛いだけではなく香りが甘く、バランスのとれた味と評される。
果実は深い紅色をしており、長さ4センチメートルから8センチメートルほどの細長い形をしている。
鷹の爪は唐辛子の固有品種名でもあるが、熊鷹、天鷹（てんたか）、三鷹（さんたか）の総称ともなっている。